# Jerónimo Roca
Jerónimo Roca, economista uruguayo.

## Biografía
Egresado como economista de la Universidad de la República, posteriormente realizó un máster en la Universidad Complutense de Madrid.
Se ha desempeñado como consultor en el área privada y pública. Entre 1991 y 2002 trabajó en la Dirección General Impositiva.
Desde 2011 hasta 2015 fue subdirector de la Oficina de Planeamiento y Presupuesto.